# Phil Heath
Phillip "Phil" Jerrod Heath (Seattle, 18 de dezembro de 1979), é um fisiculturista estadunidense considerado um dos maiores de todos os tempos. Foi o vencedor do Mr. Olympia entre os anos de 2011 a 2017. Sua última vitória o empatou com Arnold Schwarzenegger para o terceiro número de vitórias da competição, atrás de Lee Haney e de Ronnie Coleman.
Heath recebeu o apelido de "The Gift"  devido ao seu físico extremamente harmônico e bem alinhado, além de sua genética considerada uma das melhores da história. Segundo revistas da época, era como se fosse um corpo criado para o fisiculturismo e dado de presente para Phil.

## Inicio da Vida
Heath nasceu e cresceu em Seattle, Washington. Ele frequentou a Rainier Beach High School, onde ele era capitão da equipe e guarda de tiro no time de basquete do time do colégio. Ele frequentou a Universidade de Denver, Colorado, em uma bolsa de estudos esportiva, onde se formou em Administração de Empresas enquanto atuava como guarda de tiro do time de basquete Division I de Denver. [mas devido a sua baixa estatura para um jogador de basquete, não conseguiu grandes feitos. Enquanto era jogador se formou em Administração de Empresas.

## Carreira no Fisiculturismo
Heath entrou para o fisiculturismo em 2002. Em 2005, ele ganhou o título geral no Campeonato dos EUA do NPC (National Physique Commite), ganhando o direito de competir como IFBB Pro. Ele ganhou seus dois primeiros eventos profissionais da IFBB no ano seguinte: o Colorado Pro Championships e o The New York Pro Championship . Em 2007, Heath ficou em quinto no Arnold Classic. Embora ele ainda estivesse qualificado para competir no concurso Mr. Olympia de 2007, Heath, no entanto, decidiu não entrar no concurso, afirmando que precisava de mais tempo para melhorar sua forma física.
Heath venceu o show de 2008 do Iron Man e ficou em segundo lugar com Dexter Jackson no Arnold Classic de 2008. Em sua estréia no Mr. Olympia em 2008, Heath terminou em terceiro lugar e se tornou o primeiro novato a entrar entre os três primeiros desde Flex Wheeler em 1993. Ele conquistou a quinta posição no título de Mr. Olympia de 2009 e o segundo no evento de 2010. E só veio ganhar a coroa em 2011. Heath defendeu o título de Mr. Olympia consecutivamente seis vezes desde então até 2018, quando ficou em segundo lugar para Shawn Rhoden (Flexatron).

## Títulos no fisiculturismo

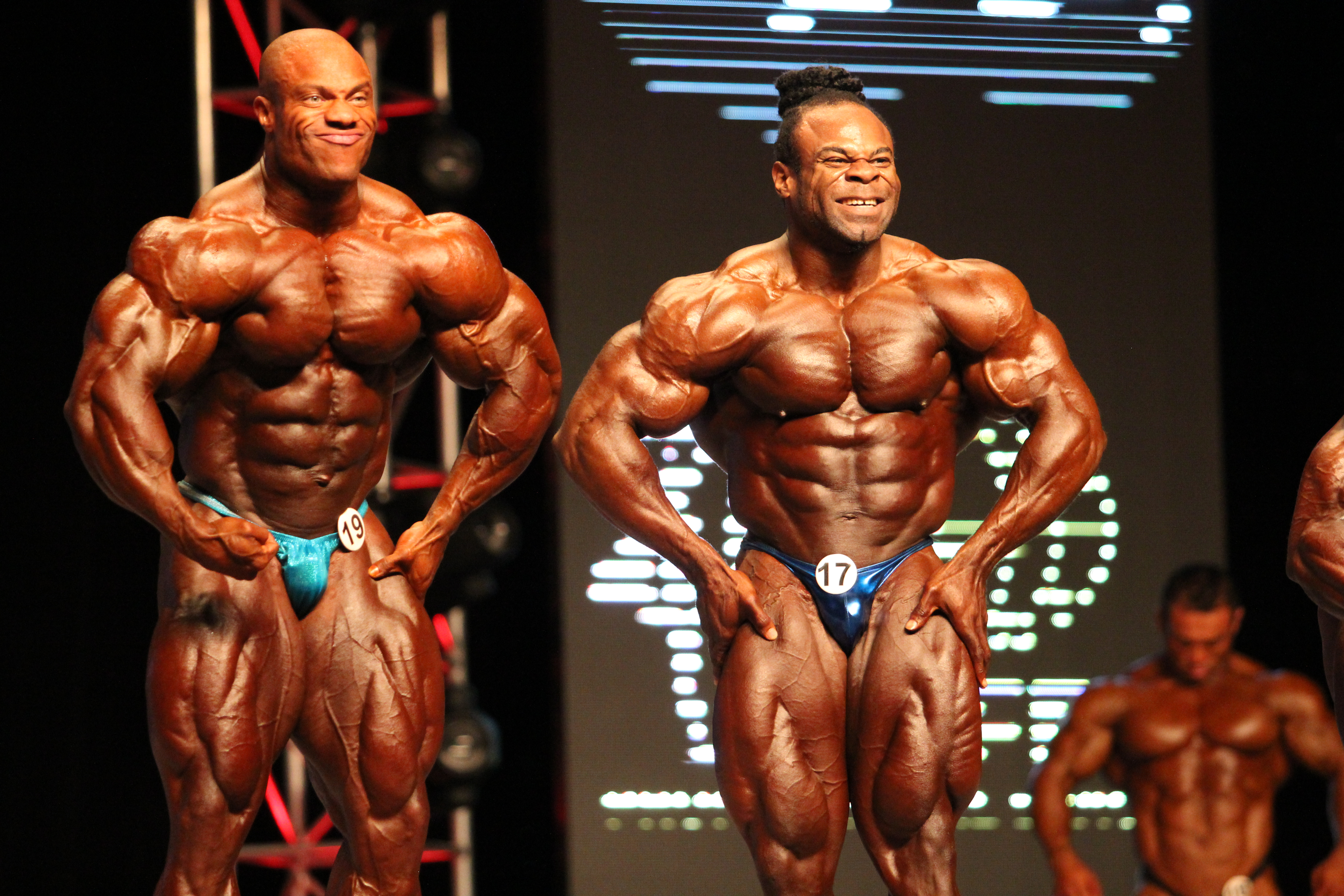
Phil Heath & Kai Greene.

1. Phil Heath & Kai Greene.2003 Norte do Estado de Colorado, novato, peso leve, primeiro lugar e geral
2. 2003 National Physique Committee, Estado do Colorado, peso leve, primeiro lugar
3. 2004 NPC Colorado State, peso pesado, primeiro lugar e geral
4. 2005 NPC Junior Nationals, peso pesado, primeiro lugar e geral
5. 2005 NPC USA Championships, peso pesado, primeiro lugar e geral
6. 2006 Colorado Pro Championships- primeiro lugar
7. 2006 New York Pro Championship - primeiro lugar
8. 2007 Arnold Classic - quinto lugar
9. 2008 IFBB Iron Man - primeiro lugar
10. 2008 Arnold Classic - segundo lugar
11. 2008 Mr. Olympia - terceiro lugar
12. 2009 Mr. Olympia - quinto lugar
13. 2010 Arnold Classic - segundo lugar
14. 2010 Mr. Olympia - segundo lugar
15. 2011 Sheru Classic - primeiro lugar
16. 2011 Mr. Olympia - primeiro lugar
17. 2012 Mr. Olympia - primeiro lugar
18. 2013 Mr. Olympia - primeiro lugar
19. 2014 Mr. Olympia - primeiro lugar
20. 2015 Mr. Olympia - primeiro lugar
21. 2016 Mr. Olympia - primeiro lugar
22. 2017 Mr. Olympia - primeiro lugar
23. 2018 Mr. Olympia - segundo lugar

## Dados e medidas.
- Altura: 175cm
- Peso da competição: 110 kg (Mr. Olympia 2011)
- Peso fora de temporada: 125 kg
- Circunferência do braço: 58 cm
- Circunferência da perna: 76 cm
- Pescoço: 47 cm
- Peitoral: 140 cm
- Percentual de gordura corporal: 3,7% (Mr. Olympia 2011)